# Ordruphøj
Ordruphøi er en fredet rundhøj i Gentofte Kommune.
Højen ligger på Ordruphøjvej mellem Ellemosen og Ordrup Kirkegård og syd for Skovgårdsskolen.
Ordruphøi har en diameter på 25 meter og en højde på 3,5 meter.
I 1899 blev den beskrevet:
| „ | Rund Høi, 25 Meter i Tværmaal, 3,50 M høi. Tildels bevoxet med større Træer og har lidt meget ved Gange og nogen Planering. Bevoksning: 1988: Græs og Løvtræer | “ |

Den blev fredet i 1938.
|  | Denne artikel om lokaliteten Ordruphøj kan blive bedre, hvis der indsættes et (bedre) billede. Du kan hjælpe ved at afsøge Wikimedia Commons for et passende billede eller lægge et op på Wikimedia Commons med en af de tilladte licenser og indsætte det i artiklen. |

55°45′53″N 12°34′12″Ø / 55.7646°N 12.57°Ø